# Hans Schulz-Fielbrandt
Hans Schulz-Fielbrandt (* 12. September 1912 in Ossowo/Kreis Preußisch Stargard; † 28. November 1991 in Gevelsberg) war ein deutscher Gymnasiallehrer und Literat.

## Leben
Schulz-Fielbrandt war der Sohn eines Volksschullehrers, der Doppelname geht jedoch auf die Mutter zurück. Die Familie wurde 1919 vertrieben. Nach dem Abitur 1931 in Cottbus studierte Schulz-Fielbrandt von 1931 bis 1937 Germanistik, Geschichte, Geographie, Philosophie und Volkskunde in Berlin, Würzburg und Rostock. Nachdem er zunächst von 1937 bis 1940 Referendar und Assessor in Züllichau, Potsdam und Schwiebus war, war er von 1940 bis 1945 Soldat im Zweiten Weltkrieg und wurde bis 1948 in Kriegsgefangenschaft gehalten. Während der Gefangenschaft betreute er in Norton Camp Abiturjahrgänge und war Mitherausgeber eines Studienblattes der Kriegsgefangenenhilfe des YMCA. Auch nach seiner Rückkehr nach Deutschland war er weiter in der Kriegsgefangenenhilfe tätig, bevor er 1949 von Münster nach Gevelsberg zog. Dort war er zunächst Studienrat, später Studiendirektor am Gymnasium Gevelsberg, bis zu seiner Pension 1975.
Im Jahre 1961 gründete er gemeinsam mit Richard Althaus den Autorenkreis Ruhr-Mark in Hagen, dessen Vorsitzender er von 1973 bis 1984 war.
In seinen letzten Lebensjahren zog sich Schulz-Fielbrandt krankheitsbedingt zunehmend aus der Öffentlichkeit zurück, bevor er 1991 in Gevelsberg verstarb.
Er war verheiratet mit Waltraud Schulz-Fielbrandt (1922–2009). 1999 übergab Schulz-Fielbrandts Witwe 1206 Bücher aus dem Nachlass ihres Mannes der Stadt Gevelsberg, die seitdem im Sitzungssaal 3 des Gevelsberger Rathauses einsehbar sind.

## Auszeichnungen
- 1982: Erzbischof-Engelbert-Medaille der Stadt Gevelsberg

## Werke
- Jugend setzt sich mit neuer Lyrik auseinander. Weggefährten-Verlag Baltin, Gevelsberg 1963.
- Hinter der Wand wird gelacht. Lyrik und Prosa, Ernst, Satire, Humor, Märchen, Liebe, Sehnsucht. Weggefährten-Verlag Baltin, Gevelsberg 1970, DNB 730249158.
- Kalendersprüche/Kurzgedichte. Joachim Heck, Essen 1982, ISBN 3-923491-00-X.
- Literarische Heimatkunde des Ruhr-Wupper-Raumes. 1600 Jahre Literatur-Geschichte. van der Linnepe, Hagen 1987, ISBN 3-921297-75-3.

als Herausgeber
- Weggefährten aus dem Ruhr-Wupper-Raum. Zeitgenössische Autoren. Weggefährten-Verlag Baltin, Gevelsberg 1962.
- Die Bunten Weggefährten-Bücher. Weggefährten-Verlag Baltin, Gevelsberg 1966–1970.
- Advent Weihnachten Jahreswende. Anthologie des Autorenkreises Ruhr-Mark. Türmer, Berg 1984, ISBN 3-87829-085-3.

Liedtexte
- Lasst uns durch die Mittelstraße geh'n, 1953.[5]